# Джонатан Калър
Джонатан Калър (на английски: Jonathan Culler) e Class of 1916 професор по англицистика и сравнително литературознание в университета „Корнел“ в САЩ.

## Образование и научна кариера
Джонатан Калър получава бакалавърската си степен по история и литература в Харвардския университет през 1966 г. След като спечелва Роудсова стипендия, се прехвърля в колежа „Сейнт Джон“ към Оксфордския университет, където получава бакалавърската си степен по сравнително литературознание (1968) и защитава докторат по съвременни езици и литератури (на английски: modern languages) (1972). Дипломната му работа върху феноменологията и литературознанието отбелязва първата среща на Калър със структурализма. Дипломната работа изследва творчеството на Морис Мерло-Понти и връзката, която имат с него трудовете на литературоведите от т.нар. „Женевска школа“, като се опира в това изследване на идеите на Клод Леви-Строс, Ролан Барт и Фердинанд дьо Сосюр. „Разширената, реорганизирана и пренаписана“ версия на докторската дисертация на Калър, „Структурализмът: Развитието на лингвистичните модели и приложението им в литературознанието“, се превръща в награждавана и много влиятелна книга, „Структуралистката поетика“ (1975).
Калър е преподавател по френска филология и директор на изследванията на модерните литератури в Селуин колидж към Кеймбриджкия университет (1969 – 1974) и преподавател в Брейсноус колидж, Оксфорд, както и лектор по френска филология в самия Оксфордски университет (1974 – 77). Гост професор по френска филология и сравнително литературознание в Йейлския университет през 1975 г. Президент на Семиотичното общество на Америка (1988).
Калър е съпруг на литературната теоретичка деконструктивистка Синтия Чейз.

## Основни трудове
„Структуралистката поетика: Структурализмът, лингвистиката и литературознанието“ на Калър печели престижната награда „Джеймс Ръсел Лоуъл“ на Асоциацията за съвременни езици и литератури в САЩ през 1976 г. като изключителна литературоведска книга. „Структуралистката поетика“ представлява едно от първите въведения в идеите на френското структуралистко движение, появяващи се на английски.
Участието на Калър в поредицата „Много кратки въведения“ на Оксфордското университетско издателство, „Теория на литературата: Много кратко въведение“, заслужава да бъде възхвалено заради новаторския подход при организирането на материала. Вместо върху школите, направленията и техните методи, единайсетте глави на книгата са фокусирани върху споровете и проблемните места в литературоведската теория.
В „Литературното в Теорията“ (2007) Калър обсъжда представата за това, което в англоезичната хуманитаристика след 60-те години на ХХ век е определяно като „Теория“, и ролята на литературната история в по-широкото поле на литературоведската и културологичната теория. За Калър Теорията е интердисциплинен корпус от произведения на структуралната лингвистика, антропологията, марксизма, семиотиката, психоанализата и литературознанието.

## Приноси към критическата теория
Калър е убеден, че лингвистичният структуралистки модел може да помогне „да се формулират правилата на частните системи на договаряне, а не толкова само да потвърждава тяхното съществуване“. Според него езикът и човешката култура са еднотипни.
В „Структуралистката поетика“ Калър предупреждава да не се прилагат похватите и схемите на лингвистиката директно по отношение на литературата. Структурализмът е определен от Калър като теория, опираща се върху разбирането, че ако човешките действия или дейности са натоварени със значение, те трябва да притежават и невидима система, която прави това значение възможно, тъй като изказването има значение само в контекста на предварително съществуваща система от правила и конвенции.
Калър смята, че ние използваме литературоведската теория не защото се опитваме да разберем един текст, а по-скоро защото искаме да извършим „разследване“ на процеса на интерпретацията. В няколко от изследванията си той говори за читателя, който е специфично „компетентен“. За да покаже как сами влагаме смисъл в един текст, Калър очертава редица от общи елементи, които различните читатели използват по различен начин при различни текстове. Той предлага да различаваме два типа читател – „читателят като опитно поле за литературоведа (самият той читател)“ и бъдещите читатели, които ще се възползват от работата на литературоведа и на постигнатото от предходните читатели.

### Авторски книги
- Flaubert: The Uses of Uncertainty (Флобер: Употреби на несигурността), London: Elek Books; Ithaca: Cornell University Press, 1974. Преработено издание: Cornell University Press, 1985.
- Structuralist Poetics: Structuralism, Linguistics, and the Study of Literature (Структуралистката поетика: Структурализмът, лингвистиката и литературознанието), London: Routledge and Kegan Paul; Ithaca: Cornell University Press, 1975. Преработено издание: Routledge Classics, 2002. Преводи на испански, японски, португалски, китайски и хърватски език.
- Saussure (Сосюр) (заглавие на американското издание: Ferdinand de Saussure), London: Fontana Modern Masters; Brighton: Harvester, 1976. New York: Penguin, 1977. Второ преработено издание, Ithaca: Cornell University Press, 1986; London: Fontana, 1987. Преводи на японски, сръбски, словенски, португалски, турски и фински език.
- The Pursuit of Signs: Semiotics, Literature, Deconstruction (Стремежът за означаване: Семиотиката, литературата, деконструкцията), London: Routledge and Kegan Paul; Ithaca: Cornell University Press, 198l. Преработено издание, „Routledge Classics“, Routledge, 2001, Cornell University Press, 2002. Превод на японски език.
- On Deconstruction: Theory and Criticism after Structuralism (За деконструкцията: Теорията и литературознанието след структурализма), Ithaca: Cornell University Press, 1982; London: Routledge, 1983. Преводи на японски, испански, италиански, немски, португалски, сръбски, китайски, полски, корейски, унгарски и чешки език.
- Barthes (Барт) (заглавие на американското издание: Roland Barthes), London: Fontana Modern Masters; New York: Oxford University Press, 1983. Преводи на японски, португалски и китайски език. Преработено и допълнено издание, Roland Barthes: A Very Short Introduction, Oxford University Press, Oxford, 2001.
- Framing the Sign: Criticism and Its Institutions (Скалъпването на знака: Литературознанието и неговите институции), Oxford: Blackwells, and Norman, U of Oklahoma Press, 1988. Превод на японски.
- Literary Theory: A Very Short Introduction (Теория на литературата: Много кратко въведение), Oxford: Oxford University Press, 1997; преиздание 1999. Преводи на полски, китайски, корейски, португалски, италиански, немски, испански, хърватски, японски, румънски и латвийски език.[5]
- The Literary in Theory: Cultural Memory in the Present (Литературното в Теорията: Културната памет в настоящето), Stanford University Press, 2007, 296 р.
- Theory of the Lyric (Теория на лирическото), Harvard University Press, 2015, 416 p.

### Съставителство и редакция
- The Call of the Phoneme: Puns and the Foundations of Letters (Зовът на фонемата: Езиковите шеги и основанията на словесността), съставителство и редакция. Oxford: Blackwells, and Norman: University of Oklahoma Press, 1987.
- Just Being Difficult? Academic Writing in the Public Arena (Просто трудни? Академичните текстове в публичното пространство), съставителство и редакция заедно с Кевин Ламб. Stanford: Stanford University Press, 2003.
- Deconstruction: Critical Concepts (Деконструкцията: литературоведски термини), съставителство и редакция. 4 vols. London: Routledge, 2003.[6]
- Grounds of Comparison: Around the Work of Benedict Anderson (Бази за сравнение: Около творчеството на Бенедикт Андерсън), съставителство и редакция заедно с Фенг Чий. Routledge, 2003.

## На български
- Джонатан Калър, „В защита на свръхинтерпретацията“. – В: Интерпретация и свръхинтерпретация: Умберто Еко в дискусия с Ричард Рорти, Джонатан Калър и Кристин Брук-Роуз. София, Наука и изкуство, 1997, 99 – 111.[7]
- Джонатан Кълър, „Поетика на романа“. – сп. Език и литература, 1999, кн. 2.
- Джонатан Калър, „Проблеми на теорията на фикцията“ Архив на оригинала от 2016-03-07 в Wayback Machine.. – сп. Литературна мисъл, 2003, кн. 1 – 2, 171 – 186.

## За него
- Beers, Terry. „Reading Reading Constraints: Conventions, Schemata, and Literary Interpretation“. Diacritics: A Review of Contemporary Criticism 18 (1988): 82 – 93.
- Schauber, E. & Spolsky, E. „Stalking a Generative Poetics“. В: New Literary History: A Journal of Theory and Interpretation 12.3 (1981): 397 – 413.